# Runddysser von Gulstav
Die Runddysser von Gulstav 1 und 2 (auch Vesterskov 1 + 2 genannt) liegen im Wald von Vestre Gulstav im Westen des Keldsnor, südlich von Bagenkop im äußersten Süden der Insel Langeland in Dänemark. Die Runddysser  wurden etwa 3300 bis 2800 v. Chr. während der Jungsteinzeit errichtet und sind Megalithanlagen der Trichterbecherkultur (TBK). In ihrer Nähe liegt der Østre Gulstav Langhøj (Langhügel).

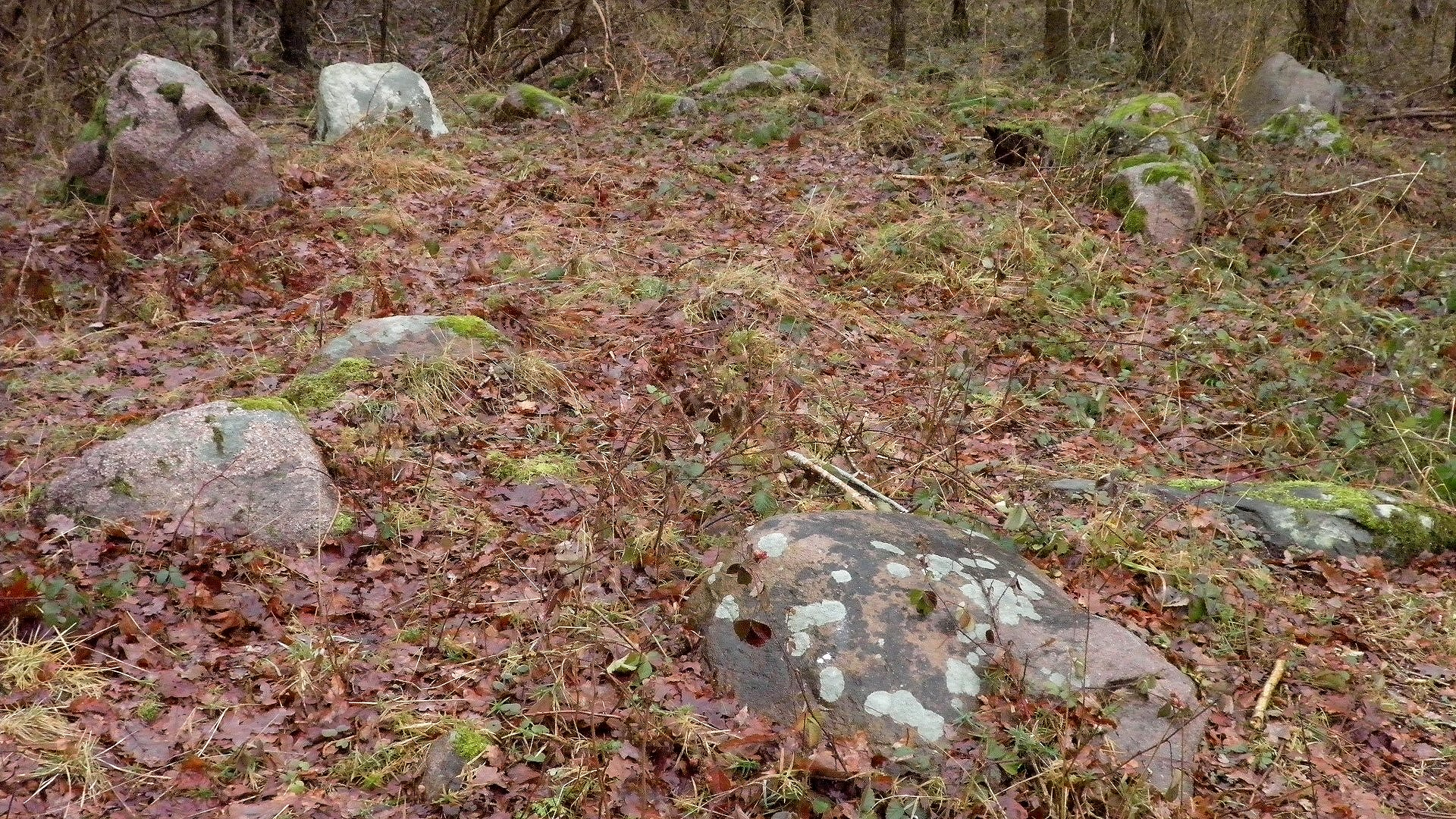
Langdysse im Østerskov

## Gulstav 1
Die Kammer des Dolmens befindet sich auf einer teilweise natürlichen Erhebung mit einigen größeren Randsteinen. Im Osten wird sie von einem Wald abgehackt. Die Kammer aus vier Steinen bildet ein Quadrat von 2,0 × 2,0 m. Östlich der Kammer befinden sich zwei große Steine (2,0 × 1,9 m und 1,0 × 1,2 m), die möglicherweise Reste des Decksteins sind. Im Westen liegen zwei Seitensteine von 0,75 × 0,75 und 1,0 × 1,0 m.

## Gulstav 2 (Afd. 611)
Die in einem Rundhügel von etwa 10,0 m Durchmesser liegende Nordwest-Südost-orientierte Kammer besteht aus vier Tragsteinen und zwei Decksteinen. Der nördliche Deckstein misst etwa 1,75 × 1,5 × 0,6 m. Der südliche misst etwa 2,0 × 1,75 × 0,6 m. Sie ruhen auf den nördlichen und westlichen Tragsteinen, während der Tragstein im Osten umgestürzt ist.

## Østre Gulstav (Afd. 606)
Der rechteckige kammerlose Langhügel ist Nordwest-Südost-orientiert und misst etwa 15,0 × 4,0 m. Die westliche Langseite besteht aus 13 Randsteinen, die östliche aus 10 Randsteinen.